# Nguyễn Phi Hùng (phi công)
Nguyễn Phi Hùng (1942 – 1968), là Thượng úy, Anh hùng lực lượng vũ trang nhân dân, phi công Không quân Nhân dân Việt Nam. Ông là một trong mười chín phi công Việt Nam đạt cấp "Ách" (Aces) trong kháng chiến chống Mỹ, với thành tích lái MiG-17 bắn rơi 5 máy bay các loại của quân đội Mỹ.

## Tiểu sử
Nguyễn Phi Hùng quê ở xã Thọ Nam, huyện Hoài Đức, tỉnh Hà Đông (nay thuộc thành phố Hà Nội). Tháng 5 năm 1961, sau khi tốt nghiệp cấp ba trường Trung học phổ thông Chu Văn An và có giấy gọi vào Đại học, ông quyết định tham gia quân ngũ.
Ban đầu, ông được đào tạo bay tại Trung đoàn Không quân 910. Đến tháng 7 năm 1961, ông được cử sang Liên Xô học lái. Năm 1967, hoàn thành đào tạo, trở về đơn vị, lần lượt được điều chuyển qua các đơn vị trung đoàn Trung đoàn 919, 910 và 923.
Ngày 7 tháng 10 năm 1967, ông bắn hạ một chiếc F-4 của Mỹ ở Vĩnh Phú. Ngày 6 tháng 11, ông lại hạ một chiếc F-105. Ngày 19 tháng 11 năm 1967, ông cùng biên đội bay bắn hạ 3 máy bay Mỹ ở vùng trời Hải Phòng. Trong đó, đích thân ông hạ một chiếc F-4. Ngày 19 tháng 12, ông lại bắn hạ một chiếc F-105.
Tháng 7 năm 1968, ông cùng đơn vị được chuyển vào Quân khu 4 để bảo vệ các tuyến đường giao thông huyết mạch. Ngày 9 tháng 7 năm 1968, trên vùng trời Nghệ An - Hà Tĩnh, sau khi bắn hạ một chiếc F-8E, ông trúng đạn hy sinh. Khi đó ông đang mang quân hàm Thượng úy, giữ chức vụ trung đội trưởng lái máy bay thuộc Đại đội 2, Trung đoàn 923, Sư đoàn 371.

## Tặng thưởng
- Huân chương Quân công hạng Ba
- Huân chương Chiến công hạng Nhất, hạng Ba.

Ngày 20 tháng 12 năm 1994, ông được Chủ tịch nước Cộng hòa xã hội chủ nghĩa Việt Nam Lê Đức Anh truy tặng danh hiệu Anh hùng Lực lượng vũ trang nhân dân.

## Các cuộc không chiến

### Hải Phòng
8h30 ngày 18 tháng 11 năm 1967, sân bay Kiến An (Hải Phòng) bị biên đội bay gồm 12 chiếc A-4 của quân đội Mỹ do thiếu tá J. Clauger tập kích. Phía Mỹ cho rằng sân bay Kiến An muốn hoạt động lại phải mất ít nhất 3 ngày. 6h30 ngày 19 tháng 11 năm 1967, tức chỉ một ngày sau, biên đội MiG-17 bay gồm các phi công Hồ Văn Quỳ, Lê Hải và Nguyễn Đình Phúc và Nguyễn Phi Hùng bí mật di chuyển từ sân bay Gia Lâm (Hà Nội) đáp xuống sân bay Kiến An nhằm tổ chức phục kích máy bay Mỹ.
10h ngày 19 tháng 11, biên đội bay của Mỹ gồm 24 chiếc A-4 và 16 chiếc F-4B bắt đầu tiến công Hải Phòng thì bị biên đội bay MiG-17 của Nguyễn Phi Hùng bất giờ xông thẳng vào đội hình oanh tạc cơ. Nguyễn Phi Hùng bắn hạ chiếc F-4B do phi công, thiếu tá Claude Clower cùng hoa tiêu, đại úy G. Estes điều khiển. Phi công Hồ Văn Quỳ cùng phi công Lê Hải cũng bắn hạ thêm hai chiếc F-4B khác. Toàn biên đội trở về an toàn.